# (17187) 1999 VM72
(17187) 1999 VM72 est un astéroïde de la ceinture principale d'astéroïdes découvert en 1999.

## Description
(17187) 1999 VM72 a été découvert le 14 novembre 1999 à la station de Xinglong, dans la province chinoise d'Hebei (Chine), par le Beijing Schmidt CCD Asteroid Program.

### Caractéristiques orbitales
L'orbite de cet astéroïde est caractérisée par un demi-grand axe de 2,44 UA, un périhélie de 2,01 UA, une excentricité de 0,18 et une inclinaison de 7,22° par rapport à l'écliptique. Du fait de ces caractéristiques, à savoir un demi-grand axe compris entre 2 et 3,2 UA et un périhélie supérieur à 1,666 UA, il est classé, selon la JPL Small-Body Database, comme objet de la ceinture principale d'astéroïdes.

### Caractéristiques physiques
(17187) 1999 VM72 a une magnitude absolue (H) de 13,9 et un albédo estimé à 0,077.